# June Carter Cash
Valerie June Carter Cash, född 23 juni 1929 i Maces Springs, Scott County, Virginia, död 15 maj 2003 i Nashville, Tennessee, var en amerikansk countryartist, låtskrivare, författare och skådespelare. Förutom att sjunga spelade hon gitarr, banjo, cittra och autoharpa.

## Biografi
June Carter började framträda med gruppen Carter Family 1939. Hon är dotter till Maybelle Carter och Ezra "Eck" Carter. 
Carter gifte sig 1952 med Carl Smith och fick en dotter, Carlene Carter. 1957 gifte hon om sig med polismannen Edwin "Rip" Nix och fick ännu en dotter, Rosie Nix Adams. Den 1 mars 1968 gifte sig June med Johnny Cash efter att han friat till henne på en scen i London, Ontario, Kanada. 1970 föddes deras enda gemensamma barn, sonen John Carter Cash. Hon skrev även Johnny Cashs hitlåt Ring of Fire.
Under 2001 fick June Carter Cash en pacemaker inopererad. Hon avled i maj 2003 efter komplikationer från hjärtklaffkirurgi vid Nashville Baptist Hospital i Nashville, Tennessee. Johnny Cash höll hennes hand när hon gick bort och deltog vid hennes begravning på First Baptist Church of Hendersonville i rullstol. Hon begravdes i en ljusblå kista på Hendersonville Memory Gardens. 
I filmen Walk the Line från år 2005 spelas hon av Reese Witherspoon, som tilldelades en Oscar för sin rolltolkning.

## Diskografi (urval)
Soloalbum
- Appalachian Pride (1975)
- Wildwood Flower (2003)
- The Making Of "Wildwood Flower" Radio Special (2003)
- Press On (2010)

Singlar
- "The Heel" / "If I Ever See Him Again" (1961)
- "A Good Man" / "Straw Upon The Wind" (1971)
- "Losin' You" (1975)